# Tierra Amarilla
Tierra Amarilla es una ciudad y comuna del Norte Chico de Chile ubicada a 15 kilómetros de Copiapó, en la Región de Atacama. Su principal fuente de ingresos proviene de la minería, donde los pirquineros tienen gran importancia local, y de la agricultura principalmente de uva. El sector llamado Paipote forma junto a la ciudad de Copiapó la Conurbación Copiapó-Tierra Amarilla.

## Historia
Según los historiadores, la actual comuna de Tierra Amarilla estaba habitada por quechuas, los cuales llamaban al fértil valle como Kellollampu, palabra de origen aimara, que en español equivale a polvo o tierra amarilla.
Francisco Astaburoaga escribió en 1899 en su Diccionario Geográfico de la República de Chile: 811  sobre el lugar:

Tierra Amarilla.-—Aldea del departamento de Copiapó que se halla á la ribera derecha del río de este nombre por los 27º 30' Lat. y 10° 18' Lon. y á 490 metros sobre el Pacífico. Pasa por ella el ferrocarril de la ciudad de Copiapó á Chañarcillo ó á Juan Godoy, distando al SE. de la primera cerca de 17 kilómetros. Contiene 1,522 habitantes, establecimientos de fundición de minerales de cobre, escuelas gratuitas primarias, oficinas de correo y telégrafo y de registro civil, una iglesia vice-parroquial con la advocación de Nuestra Señora de Loreto desde los años de 1784 y á las márgenes del río terrazgos bien cultivados y productivos. En sus contornos se encuentran excelente cal, alcaparrosa, &c., y cercanos al E. el mineral del Checo y el de Ojancos al O. y próximo al S. el paraje de Punta del Cobre.

Posteriormente, el geógrafo Luis Risopatrón lo describe como una ‘aldea’ en su libro Diccionario Jeográfico de Chile en el año 1924:: 879 

Tierra Amarilla (Aldea) 27° 29' 70° 16' Cuenta con servicio de correos, telégrafos, rejistro civil escuelas públicas i estación de ferrocarril i se encuentra en medio de terrazgos bien cultivados i productivos, en ¡a márjen E del rio Copiapó, a 490 m. de altitud, a 7 kilómetros hacia el S del caserío de Paipote.

En marzo de 2015 la comuna fue abatida por un temporal que afectó desde Antofagasta hasta Coquimbo, con la consecuente crecida y desborde del Río Copiapó, deslizamientos de tierra, personas aisladas por cortes de rutas, viviendas destruidas, personas damnificadas y desaparecidas, cortes de energía eléctrica y de fibra óptica. La presidenta Bachelet declaró estado de excepción constitucional en toda la región de Atacama, por lo que las Fuerzas Armadas tomaron el control de la zona.
Un socavón de 25 metros de ancho y de 64 metros de profundidad apareció en la comuna de Tierra Amarilla, cerca de la mina de cobre Alcaparrosa el 1 de agosto de 2022. Para el 8 de agosto, el diámetro del socavón creció a 50 metros.

## Demografía

### Localidades
La comuna de Tierra Amarilla alberga la ciudad de Tierra Amarilla; la aldea Los Loros; los caseríos Callejón Las Flores, Amolanas, Hornitos, Embalse Lautaro, Pabellón, San Antonio, Nantoco, Vizcachas, Chilecito, San Antonio, Valle Hermoso, Vertedero, Jotabeche, Alcaparrosa, Bafer, Tropicana, Carrizalillo Grande, Valle Hermoso y Totoralillo.

## Medio ambiente

### Geomorfología y componentes abióticos

Trazado simplificado de los ecosistemas y cuerpos de agua presentes en la comuna de Tierra Amarilla.

La comuna de Tierra Amarilla se encuentra emplazada en las unidades geomorfológicas de Pampa ondulada o austral, Pampa transicional, Llanos de sedimentación fluvial o aluvional, Precordillera de Domeyko y Cordillera andina de retención crionival; y presenta según la clasificación climática de Köppen clima de tundra (ET), clima de tundra de lluvia invernal (ET (s)), clima desértico frío de lluvia invernal (BWk (s)), clima glacial (EF), clima semiárido (BSk) y clima semiárido de lluvia invernal (BSk (s)). Esta además se halla entre las cuencas hidrográficas de Costeras entre el río Copiapó y Quebrada Totoral, Endorreicas entre Frontera y Vertiente del Pacífico, Quebrada Totoral y Costeras hasta Quebrada Carrizal, río Copiapó y río Huasco. Además, la comuna posee diversos cuerpos de agua, entre los que se destacan la laguna de Montosa y laguna del Negro Francisco; y río Aguas Blancas, río Astaburuaga, río Cachitos, río Chacay, río Copiapó, río de la Gallina, río de las Piedras de Mondaca, río de los Helados, río de los Piuquenes, río del Potro, río Figueroa, río Jorquera, río Manflas, río Montoso, río Nevado, río Pircas Colorada, río Pircas Negras, río Pulido, río Ramadillas o del Medio, río Turbio y río Vizcachas de Pulido.

### Componentes bióticos
Dentro del territorio de la comuna se pueden hallar los siguientes ecosistemas:
- Herbazal tropical-mediterráneo andino donde predomina Chaetanthera sphaeroidalis (Vulnerable)
- Matorral bajo desértico tropical-mediterráneo andino donde predomina Atriplex imbricata (Vulnerable)
- Matorral bajo tropical-mediterráneo andino donde predominan Adesmia hystrix y Ephedra breana (Preocupación menor)
- Matorral bajo tropical-mediterráneo andino donde predominan Adesmia subterranea y Adesmia echinus (Vulnerable)
- Matorral desértico mediterráneo interior donde predominan Adesmia argentea y Bulnesia chilensis (Preocupación menor)
- Matorral desértico mediterráneo interior donde predominan Skytanthus acutus y Atriplex deserticola (Preocupación menor)
- Zonas geográficas hinóspitas sin vegetación (Sin información)

### Medidas de protección ambiental y conflictos socioambientales
Hasta 2022, la comuna de Tierra Amarilla cuenta con las siguientes zonas que poseen algún nivel de protección ambiental:
- Complejo Lacustre Laguna del Negro Francisco y Laguna Santa Rosa (Sitio Ramsar)[18]
- Corredor Biológico Pantanillo (Sitios ERB)[19]
- Nevado Tres Cruces (Sitios ERB)[20]
- Parque Nacional Nevado Tres Cruces (parque nacional)
- Quebrada de Serna (Sitios ERB)[21]
- Río Cachitos (Sitios ERB)[22]
- río Copiapó (Sitios ERB)[23]
- río Figueroa (Sitios ERB)[24]
- río Manflas (Sitios ERB)[25]
- río Montosa (Sitios ERB)[26]
- RNP Huascoaltinos (Sitios ERB)[27]
- Zona Desierto Florido (Sitios Ley 19.300)[28]

## Administración

### Municipalidad
La Ilustre Municipalidad de Tierra Amarilla es dirigida en el periodo 2024-2028 por el alcalde Cristóbal Zúñiga Arancibia (Indep)), acompañado por el concejo municipal conformado por:
- Iván Rocha Carvajal (Indep)
- Walter Cortés Cortés (PPD)
- Magaly Cortés Mercado (RN)
- Raphael Campusano Pardo (DC)
- Delfina Marcoletab Báez (PC)
- Rubén Hidalgo Órdenes (FRVS)

### Representación parlamentaria
Tierra Amarilla pertenece al Distrito Electoral n.º 4 y a la 4.ª Circunscripción Senatorial (Atacama). Es representada en la Cámara de Diputadas y Diputados del Congreso Nacional por Daniella Cicardini Milla (PS), Juan Santana Castillo (PS), Jaime Mulet Martínez (FRVS), Cristian Tapia Ramos (PPD) y Sofía Cíd Versalovic (RN). A su vez, es representada en el Senado por Yasna Provoste Campillay (PDC) y Rafael Prohens Espinosa (RN).

## Economía
En 2018, la cantidad de empresas registradas en Tierra Amarilla fue de 167. El Índice de Complejidad Económica (ECI) en el mismo año fue de -0,69, mientras que las actividades económicas con mayor índice de Ventaja Comparativa Revelada (RCA) fueron Reparación de Equipo de Iluminación (119,03), Explotación de Otras Minas y Canteras (97,48) y Extracción de Cobre (38,55).

### Energías renovables
Debido al alto potencial de energía solar en el norte de Chile, en diciembre de 2016, fue inaugurado el parque solar «Los Loros», de propiedad del Grupo Engie, implementado con 178.200 paneles fotovoltaicos, contribuyendo así a la red nacional de producción de energías renovables en Chile.

## Servicios
En orden público y seguridad ciudadana, la Subcomisaría Tierra Amarilla de Carabineros de Chile se encuentra subordinada a la 5.ª Prefectura Atacama. 
En salud pública, cuenta con un centro de salud familiar (Cesfam), con una sala de urgencias y un consultorio para la atención primaria de salud. Para las atenciones de mayor complejidad, los pacientes son derivados al Hospital Regional San José del Carmen de Copiapó, ubicado a unos 13,5 km de distancia.

## Cultura

### Tierraamarillanos
La comuna de Tierra Amarilla ha visto nacer a notables figuras en distintos ámbitos. Entre ellos se encuentra Eladio Rojas (1934-1991), un destacado futbolista chileno que formó parte de la selección chilena que clasificó tercera en el Mundial de 1962, anotando dos goles claves. También destaca Leonel Herrera Rojas (1948), exfutbolista chileno, y Juan Guerra Guerra (1897-1972), un obrero y dirigente comunista chileno.

## Lugares de interés

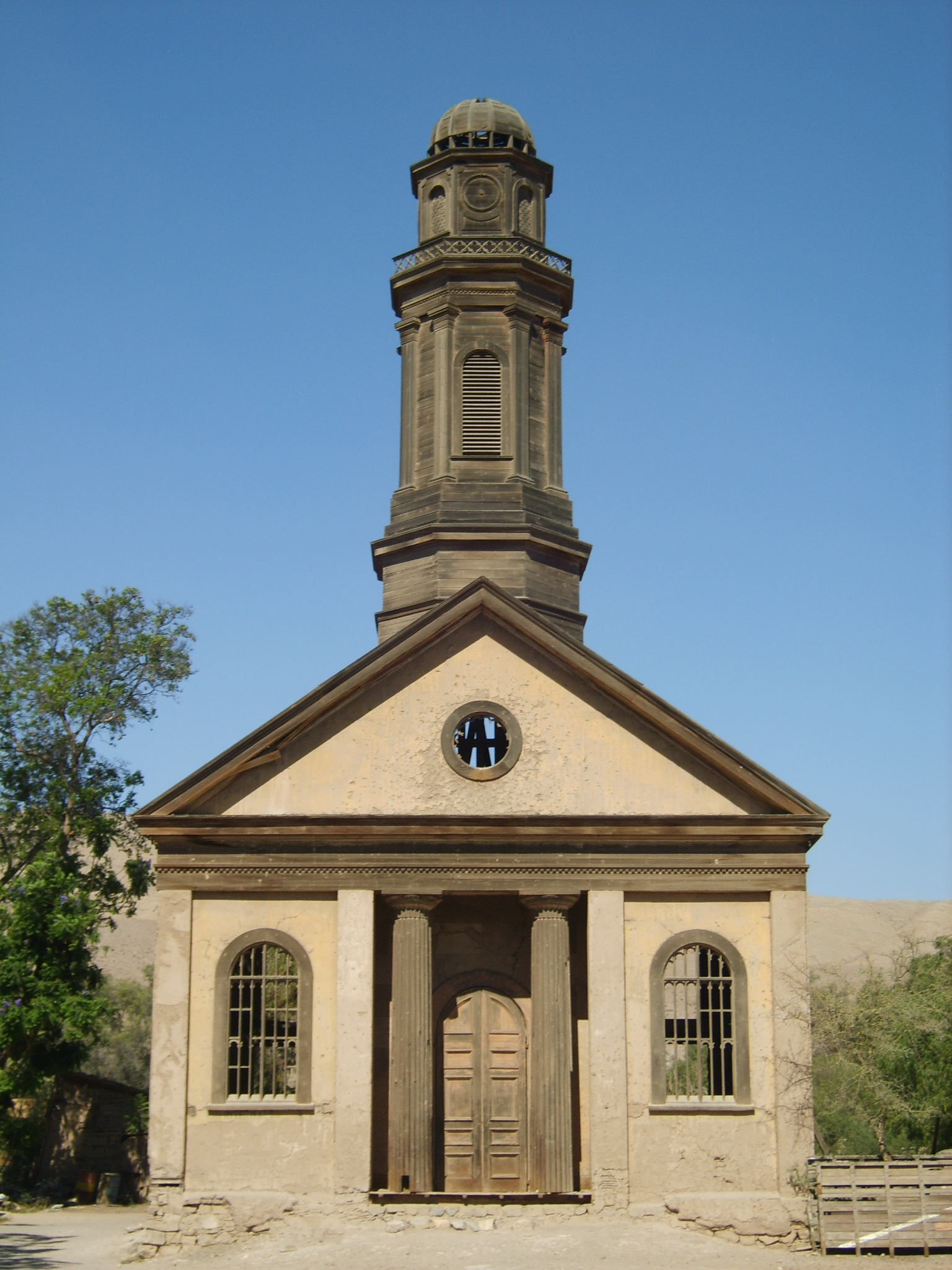
Iglesia de Nantoco

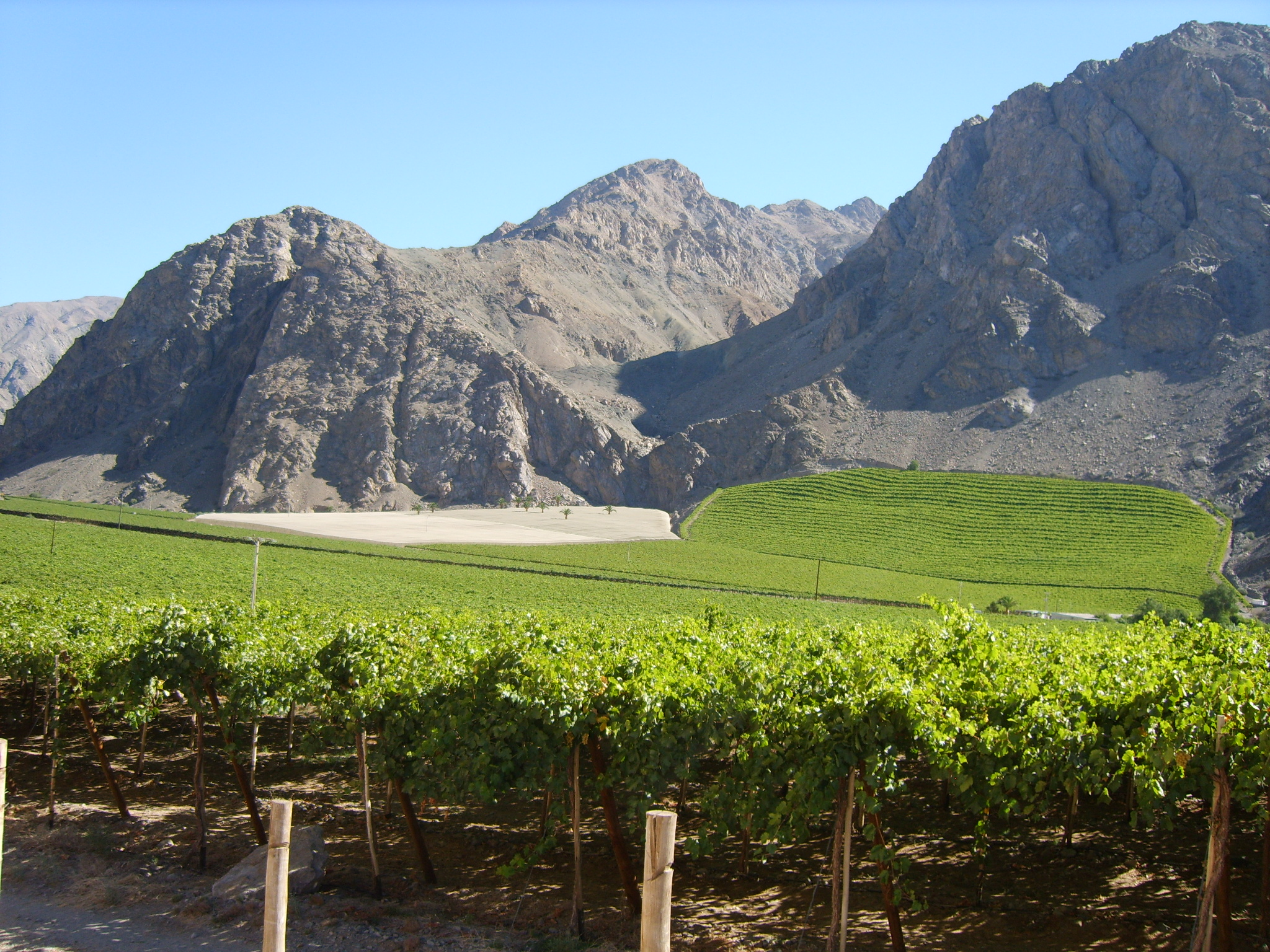
Viñedos de Tierra Amarilla

- Antigua hacienda de Nantoco: Casa e iglesia construida por Apolinario Soto en 1860, y es un importante edificio histórico. En la actualidad se encuentra en un estado estructural desvencijado, y conserva solo su fachada. Se encuentra ubicado a 20 km al sureste de Copiapó.
- Acueducto de Amolanas: Consta de 13 arcos de piedra canteada y de 80 m de longitud, está ubicada en el curso superior del Río Copiapó, 15 km al sureste de San Antonio.
- Casa de José Joaquín Vallejo (Jotabeche): Ubicada en Totoralillo, 34 km al sureste de Copiapó, por el camino que pasa por Tierra Amarilla.
- Establecimiento metalurgista de Viña del Cerro: Este establecimiento está ubicada en el Valle del Río Copiapó, a 85 km de la ciudad de Copiapó.
- Palacio Incaico de La Puerta: Son unas estructuras adyacentes compuestas de 3 unidades de construcción, ubicada a 67 km al sureste de Copiapó.
- Pucará de Punta Brava: Está ubicada en el cono de deyección de la Quebrada del mismo nombre, 61 km al este de Copiapó.
- Mineral de Cerro Blanco: Se ubica al sureste de Tierra Amarilla. En él se encontraron vetas de plata y oro, por lo que se produjo un desplazamiento de mineros a aquel lugar. A finales del siglo pasado se construyó una iglesia. En las proximidades del cerro, se encuentran restos arqueológicos indígenas.

## Medios de comunicación

### Radioemisoras
FM
- 88.1 MHz - Nostálgica FM
- 90.3 MHz - Radio Armonía
- 95.9 MHz - Radio Crisol
- 96.9 MHz - Radio Nuevo Mundo
- 98.1 MHz - Radio Atacama
- 99.5 MHz - Romántica FM
- 105.3 MHz - Radio María Chile
- 106.7 MHz - FM Candelaria
- 107.7 MHz - Radio Mi Compañía